# 单花忍冬
单花忍冬（学名：Lonicera subhispida）为忍冬科忍冬属的植物。分布在朝鲜、远东地区以及中国大陆的吉林等地，生长于海拔780米的地区，见于林内，目前尚未由人工引种栽培。
产吉林东南部（临江）。生于林内，海拔780米。朝鲜和俄罗斯远东地区也有分布。
这个种同北京忍冬 Lonicera elisae Franch. 非常相似，但本种双花因退化而只有一朵花，花冠黄色，苞片仅1枚发育，萼檐极短，长0.5毫米以下，口缘截形或浅波状，易与那个种相区别。

## 异名
- Lonicera monantha Nakai